# Touro Farnésio

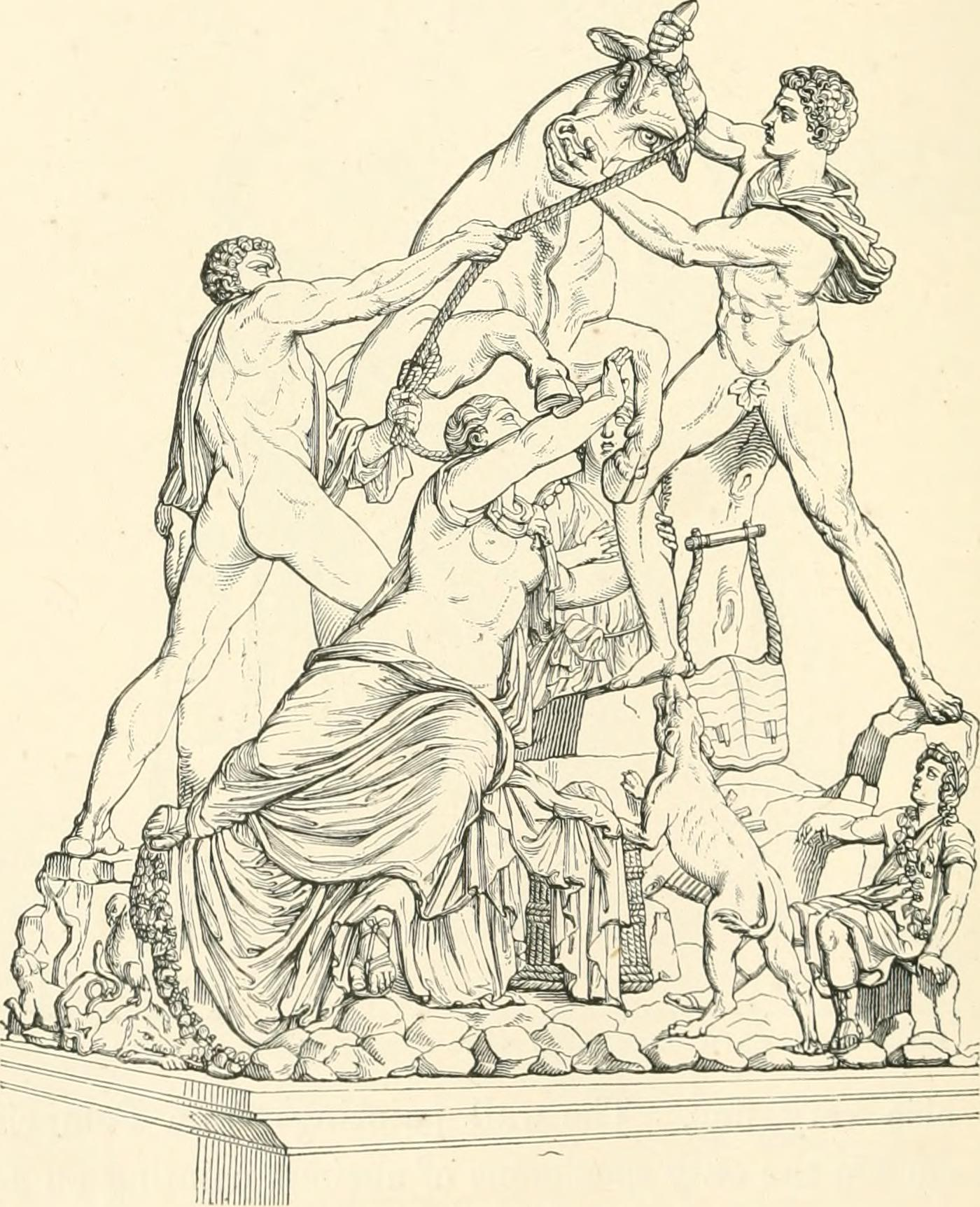
Touro Farnésio

Touro Farnésio ou Touro Farnese (em italiano:  Toro Farnese), antigamente parte da famosa Coleção Farnese em Roma, é uma enorme cópia romana de uma rebuscada escultura helenística. É a maior escultura individual já recuperada da Antiguidade. Juntamente com o resto da coleção, ela está desde 1826 na coleção do Museu Arqueológico Nacional de Nápoles (inv. nº 6002), aparecendo ocasionalmente em exibições temporárias em outros museus italianos. A escultura em si foi fortemente restaurada e inclui à volta da base uma criança, um cachorro e outros animais que aparentemente não faziam parte da composição original, conhecida a partir de várias versões e descrições em outras fontes.
Plínio, o Velho, menciona o que presumivelmente era a versão primordial da obra como sendo de autoria dos artistas rodenses Apolônio de Trales e seu irmão Tauriscos e afirma que ela foi encomendada no final do século II para ser esculpida a partir de um único grande bloco de mármore. Ela foi importada de Rodes para ser incorporada à incrível e famosa coleção de obras de arte de Caio Asínio Polião, um político romano que viveu nos anos finais da República Romana e o começo do império.
A escultura representa o mito de Dirce, a primeira esposa de Lico, rei de Tebas, que foi amarrada a um touro selvagem pelos filhos de Antíope, Anfião e Zeto, que queriam puni-la pelos maus-tratos infligidos à mãe deles.

## Redescoberta e restauração
A estátua foi redescoberta em 1546 durante escavações realizadas no ginásio das Termas de Caracala, em Roma, encomendadas pelo papa Paulo III justamente para encontrar esculturas para adornar o Palazzo Farnese, o palácio da família Farnese em Roma. A obra foi datada na época como sendo uma cópia da época do reinado do imperador Alexandre Severo (r. 222-235).
Ao contrário da descoberta do Hércules Farnésio, cuja localização foi minuciosamente documentada, a única referência ao Touro Farnésio está numa gravura de 1595 de Etienne du Perac das ruínas das termas, mostrando a extremidade da palestra oriental com os seguintes dizeres: "...na época de Paulo III, muitos belos fragmentos de estátuas e animais foram encontradas que eram todos uma única peça na Antiguidade ... e o cardeal Farnese ordenou que ela fosse erigida novamente em seu palazzo".
O conjunto passou por uma substancial restauração no século XVI, quando Michelângelo planejou utilizá-la numa fonte a ser instalada no centro de um jardim entre o Palazzo Farnese e a Villa Farnesina. É possível que a escultura tenha sido adaptada para este uso logo depois de ter sido encontrada, uma tese suportada por descrições do período renascentista. Outras restaurações foram realizadas nos séculos XVIII e XIX. Em 1883, Domenico Monaco, curador do Museu Arqueológico Nacional em Nápoles determinou que o grupo teria sido esculpido a partir de um bloco de mármore medindo 3,66 m × 2,75 m. Atualmente o grupo mede aproximadamente 3,3 m de cada lado e tem mais de 4 m de altura, pesando cerca de 21,8 toneladas.
Já foi proposto que a escultura citada por Plínio em sua "História Natural" não pode ser o Touro Farnésio atualmente existente, que é uma versão do século III criada especificamente para decorar as Termas de Caracala. Contudo, outros acadêmicos disputam esta afirmação, argumentando que como a obra citada por Plínio estava nos Jardins Asínios, que ficavam nas imediações e eram de propriedade dos Asínios, a família de Polião, a encomenda de uma cópia especificamente para as termas implicaria na exibição das duas obras muito próximas uma da outra.